# 100-Hz-Technik

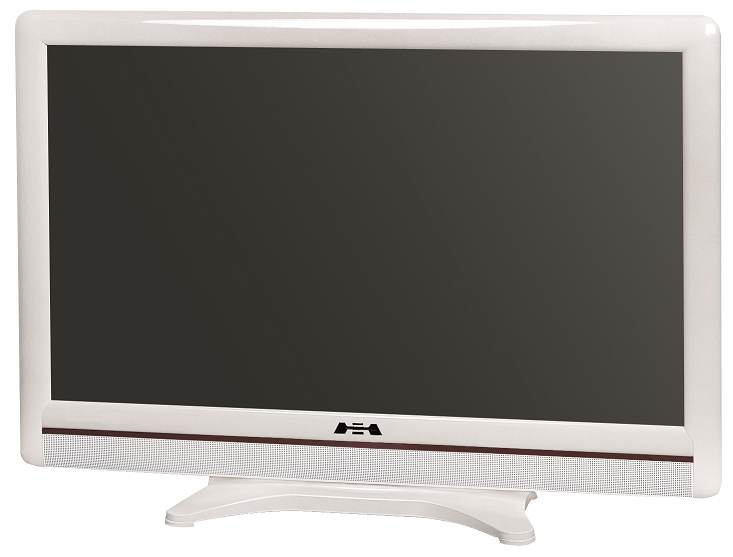
100 Hz-Flachbildschirm

Der Begriff 100-Hz-Technik findet bei Fernsehgeräten für zwei völlig unterschiedliche Methoden der Videoverarbeitung Verwendung.

## Bei Fernsehgeräten mit Röhrenbildschirm
Bei Fernsehgeräten mit Kathodenstrahlbildröhre dient die Technik zur Erzeugung eines flimmerfreien Bildes. Dabei wird das mit einer (Halb-)Bildwechselfrequenz von 50 Hz ausgestrahlte Videosignal im Gerät in RAM-Bausteinen zwischengespeichert und mit doppelter Frequenz (100 Hz) wiedergegeben.
Im europäischen Fernseh-Standard (PAL) wird 25 mal pro Sekunde ein neues Bild übertragen; die Bildwechselfrequenz beträgt daher 25 Bilder/Sekunde. Zur Verringerung des dabei auftretenden Flimmereffektes wird bei analoger Übertragung weltweit das Ende der 1920er Jahre von dem Telefunken-Mitarbeiter Fritz Schröter entwickelte Zeilensprungverfahren angewendet, bei dem pro Sekunde 50 Halbbilder aus geraden und ungeraden Zeilen übertragen werden. Nachteilig dabei ist, dass das menschliche Auge besonders an waagerechten Linien oder schnell waagerecht bewegten Objekten (z. B. bei Sportsendungen) bei dieser Frequenz immer noch ein geringes Flimmern wahrnimmt, das erst ab etwa 80 Hertz verschwindet.
Das Bild eines 100-Hz-Gerätes wird daher als ruhiger empfunden, allerdings können bei schlechter Implementation des notwendigen Deinterlacing auch Bildfehler wie ruckelnde Bewegungen, Bildzittern oder unscharfe Konturen entstehen, besonders bei schnell bewegten Bildern.
Um diesem Phänomen entgegenzuwirken, entwickelten einige Gerätehersteller Techniken, bei denen Zwischenbilder berechnet und zwischen die existierenden Bilder eingefügt werden. Dabei handelt es sich um eine Form der Motion-Interpolation, wie sie auch bei Flachbildschirmen Verwendung findet.

## Bei Flachbildschirmen (LCD-Fernseher)
Fernsehgeräte mit Flachbildschirmen in Flüssigkristalltechnologie erzeugen unabhängig von der Bildwechselfrequenz ein flimmerfreies Bild. Hier wird der Begriff für eine Technik zur Reduzierung der Bewegungsunschärfe verwendet. Siehe Motion-Interpolation.